# Lac de Zervreila
 (mars 2019).
Si vous disposez d'ouvrages ou d'articles de référence ou si vous connaissez des sites web de qualité traitant du thème abordé ici, merci de compléter l'article en donnant les références utiles à sa vérifiabilité et en les liant à la section « Notes et références ».
Le lac de Zervreila,,, (allemand : Zervreilasee) est un lac artificiel situé sur la commune de Vals, dans le canton des Grisons, en Suisse. Le barrage a été construit en 1957.

## Géographie
Sa superficie est d'environ 1,61 km2 et sa profondeur maximale est de 140 m. Le lac se situe à environ 5 km du village de Vals.  